# Julija Timošenko
Julija Volodimirivna Timošenko (ukr. Юлія Володимирівна Тимошенко); (Dnjipropetrovsk, 27. studenoga 1960.) ukrajinska je političarka i premijerka od 24. siječnja do 8. rujna 2005. godine. Ujedno je predsjednica stranki «Sveukrajinski savez - Domovina» i «Blok Julije Timošenko». Prije dolaska na premijersku funkciju bila je uspješna poslovna žena u plinskoj industriji, ušavši pritom u krug najbogatijih ljudi Ukrajine.   
Julija Timošenko bila je jedan od savjetnika bivšeg premijer Viktora Juščenka te mu je u Narančastoj revoluciji bila glavni politički partner i jedna od ključnih osoba pri organizaciji prosvjeda i skupova. U tom su je razdoblju neki mediji nazivali «Ivanom Orleanskom Narančaste revolucije». Dana 28. srpnja 2005. časopis Forbes ju je proglasio trećom najmoćnijom ženom na svijetu, a ispred nje su se našle jedino Condoleezza Rice i Wu Yi.
Timošenko je od početka obnašanja premjerske funkcije započela s oštrim reformama, ali je u svojim radikalnim rezovima gospodarskog karaktera nailazila na političke nesuglasice sa strankom Viktora Juščenka, što je dovelo do raskola njihove koalicije. Od 18. prosinca 2007. ponovno je postala predsjednica Vlade Ukrajine i jedan od ključnih reformatora ukrajinske ekonomije predodređene za otvaranje prema zapadnom tržištu. Julija Timošenko je premijersku poziciju napustila 11. ožujka 2010., a njezino mjesto je preuzeo oporbeni političar Mykola Azarov. Početkom listopada 2011. ukrajinski sud osudio ju je na sedam godina zatvora zbog malverzacija prilikom sklapanja ugovora o trgovini prirodnim plinom.
U svakodnevnom životu govori ruski.

## Raniji životopis
Timošenko je rođena u etnički ukrajinskom, ali rusofonom dijelu Dnjipropetrovska (danas Dnjipro). Njeno porijeklo je jedno vrijeme u medijima ostavilo dosta zanimanja s obzirom na to da u mladosti nije koristila prezime oca Grygjan, koji je nju i njezinu majku napustio tri godine nakon Julijinog rođenja. Pod pritiskom javnosti i špekuliranja da bi prezime moglo biti armenijsko, jednom je prilikom u medijima izjavila da je s očeve strane već 10 koljeno Latvijka, te su uslijedila objašnjenja komentatora kako je latvijsko prezime Grigjanis s vremenom steklo slaveniziranu formu Grygjan. S iste očeve strane jednim djelom ima i židovsko porijeklo. S druge strane je potvrdila da je etnička linija majke posve ukrajinska, iako se njezino djevojačko i majčino prezime Telegina dovodilo u vezu s ruskim korijenima, ali često iz političkih razloga i činjenice da Julija govori ruskim jezikom kao materinjim. Julija je više puta izjavila da se smatra etničkom Ukrajinkom bez obzira na multikulturalno porijeklo.
Julija se udala 1979. za Oleksandra Timošenka, sina sovjetskog komunističkog aparatčika, nakon čega se počela uspinjati po položajima tadašnjeg sovjetskog sustava. Diplomirala je na dnjipropetrovskomu Ekonomskom fakultetu stekavši doktorsko zvanje. Otada je objavila oko 50 znanstvenih radova.  
Tijekom 1989., osnovala je lanac videoteka koji je uspješno poslovao, pritom se probijajući kroz mnoge položaje u sovjetskom sustavu, ali se tek nakon sloma Sovjetskog Saveza domogla istaknute pozicije kada je upravljala s nekoliko energetskih poduzeća. Tijekom privatizacije u Ukrajini koja se kao i u Rusiji odvijala u uvjetima korupcije i pogodovanog poslovanja, njen muž je postao jedan od najbogatijih ukrajinskih tajkuna, obogativši se izvozom metala. U razdoblju od 1995. do 1997., Julija je predsjedavala «Ujedinjenim energetskim sustavima Ukrajine», privatnom tvrtkom koja je 1996. postala glavni uvoznik ruskog plina. U to vrijeme nazivali su je «plinskom princezom» pod optužbom da je u inozemstvo prodala enormne količine ukradenog ruskog plina.

## Politička karijera
Timošenko je ušla u politiku 1996. kada je izabrana za zastupnicu Kirovogradske oblasti u Verhovnoj Radi osvojivši rekordnih 92.3% glasova u svojoj oblasti. Ponovno je izabrana na istu funkciju 1998. i 2002. godine. Godine 1998. predvodila je Odbor za financije i državni proračun Vrhovne Rade. U razdoblju od 1999. do 2001., Timošenko je obnašala dužnost zamjenice ministra za gorivo u energetskom sektoru pri Vladi Viktora Juščenka.
Tadašnji predsjednik Leonid Kučma otpušta je u siječnju 2001. pod optužbom krivotvorenja carinskih dokumenata i krijumčarenja ruskog plina za vrijeme kada je predsjedavala Ujedinjenim energetskim sustavima Ukrajine od 1995. do 1997. godine. Uhićena je u veljači 2001., ali je nekoliko tjedana kasnije puštena i oslobođena svih optužbi. Kako navodi Julija, optužbe su joj podmetnute od strane Kučmina režima i lobija industrije ugljena, kojemu je Timošenko prijetila da će iskorijeniti korupciju i uvesti neke trgovinske reforme. Nakon što su protiv nje odbačene sve optužbe, započela je s kampanjom protiv tadašnjeg predsjednika Kučme i njegove navodne upletenosti u ubojstvo novinara Georgija Gongadzea. Naredne je godine sudjelovala u neobičnoj automobilskoj nesreći gdje je umalo poginula — slučaj za koji neki vjeruju da se radi o Vladinom pokušaju ubojstva, ne bi li se na taj način s političke scene uklonilo sve popularniju Timošenko.    
Kritičari Juliji Timošenko najviše zamjeraju sumnjive metode kojima je stekla ogromno bogatstvo u kratkom vremenskom razdoblju. Neki drže da je ona najpogodnija osoba koja bi mogla, kada bi to zaista htjela, suzbiti korupciju u Ukrajini s obzirom na to da je dobro upoznata s ilegalnim vođenjem poslova bivšeg sovjetskog državnog aparata. Njezin bivši poslovni suradnik i bivši ukrajinski premijer Pavlo Lazarenko, uvjetno je osuđen u Sjedinjenim Američkim Državama pod optužbom za pranje novca, korupciju i prijevaru, a njegovo izručenje zatražila je Ukrajina koja ga tereti za zloupotrebu položaja i nepravomoćno stjecanje bogatstva. Vjeruje se da je Lazarenko iz zemlje prebacio milijarde američkih dolara. K tome, njezin muž Oleksandr, proveo je dvije godine skrivajući se i izbjegavajući zatvorsku kaznu koja se temelji, prema riječima bračnog para Timošenko, na neutemeljenima i političkim optužbama bivšeg predsjednika Kučme. 
Odmah nakon Narančaste revolucije, 28. siječnja 2005., ukrajinsko tužiteljstvo je zatvorilo slučaj protiv tadašnje premijerke Julije Timošenko i njenih članova obitelji zbog nedostatka dokaza. Konkretno radilo se o optužbama protiv njenog muža Oleksandra i njegovog oca, Genadija Timošenka. Ubrzo nakon odbacivanja optužnica, Oleksandr Timošenko se vratio u Ukrajinu. 

### U oporbi prije 2005.
Timošenko je bila nakratko uhićena u veljači 2001. Upravo je u to vrijeme postala najgorljivija protivnica tadašnjeg predsjednika Leonida Kučme i većina analitičara drži da je pozornost Rusije koju je Timošenko navukla na sebe bila zapravo pokušaj Rusije da zaštiti Kučmu u kojem je imala saveznika. Ruske optužbe protiv Timošenko nikad nisu bile jasno obrazložene, a odbačene su tek kada je sišla s mjesta ukrajinske premijerke.  
Kada je bila na čelu oporbe protiv Kučme od 2001. do 2004. godine, Timošenko ga je optuživala za korupciju i nejasnu smrt novinara Georgija Gongadzea, oporbenog novinara koji je otet i brutalno ubijen krajem 2001. godine. U to je vrijeme i osnovala Blok Julije Timošenko (ukr. Блок Юлії Тимошенко), politički blok koji je na parlamentarnim izborima 2002. osvojio 7.2% glasova. Također je predsjednica političke stranke «Domovina» (ukr. Батьківщина).

## Premijerska funkcija
Dana 24. siječnja 2005. imenovana je ukrajinskim premijerkom pod Juščenkovim predsjedavanjem, postavši tako prva žena premijer u ukrajinskoj povijesti. Nakon dugotrajnih pregovora o sastavljanju Kabineta ministara, Juliju Timošenko kao premijerku priznala je i Verhovna Rada 4. veljače 2005. s golemom većinom od 373 glasova (226 je bilo potrebno za potvrdu). Nakon nekoliko minuta, premijerka Julija Timošenko pročitala je imena svojih ministara, dok je predsjednik Viktor Juščenko potpisivao njihova imenovanja u parlamentu.
Na mjestu premijerke zadržala se sve do 8. rujna 2005., kada je Juščenko raspustio Vladu. Kasnije ju je kritizirao kao premijerku, naglašavajući da je usporila ekonomski rast. Nakon što je razriješena dužnosti, krenula je na turneju po Ukrajini odlučna u svom naumu da osvoji predsjedničke izbore 2006. godine. Iz svega je bilo jasno da želi natrag pod svaku cijenu mjesto ukrajinske premijerke.
Julija Timošenko je ojačala svoj Blok i ušla na predsjedničke izbore u ožujku 2006. kao njegov vođa te osvojila 129 mjesta, što je dovelo do spekulacija o koaliranju Juščenkove stranke «Naša Ukrajina» i «Bloka Julije Timošenko» zajedno s ukrajinskim socijalistima ako žele spriječiti da na vlast dođe proruska oporba na čelu s Viktorom Janukovičem odnosno «Stranka Regiona». Ponovno je izjavila da pretendira na mjesto premijerke ako dođe do takve koalicije. Trenutno je na čelu najjače stranke od onih koje su činile «Narančastu koaliciju».

### Reforme i posljedice
Unatoč sumnjivoj prošlosti, mnogi vjeruju da je njena promjena od tajkuna do reformatora iskrena i učinkovita. Kao zamjenica ministra goriva i energetike, ona je zaista prekinula mnoge korupcijske i ilegalne dogovore u energetskom sektoru. Za vrijeme njenog upravljanja, prihod od ukrajinske energetike povećao se nekoliko tisuća posto. Ukinula je plaćanje trampom odnosno razmjenom, zahtijevajući od platiša da plaćaju gotovinom. Isto tako, povukla je odluku o oslobađanju plaćanja mnogim organizacijama koje su bile izuzete od isključenja energije. Njene su reforme napunile fondove iz kojih su se plaćali državni službenici, a i povećali su se dohodci. 
Međutim, nekoliko mjeseci kako je bila ukrajinska premijerka, poteškoće u ispunjavanju danih obećanja za vrijeme Narančaste revolucije polako su počele štetiti Vladi Julije Timošenko. Dana 8. rujna 2005., nakon ostavki nekoliko visokih dužnosnika uključujući Petra Porošenka koji je bio na čelu Vijeća nacionalne sigurnosti i obrane i zamjenika premijera Mikole Tomenka, Vlada Julije Timošenko je pala odlukom predsjednika Juščenka. Naslijedio ju je Jurij Jehanurov, dotadašnji gubernator Dnjipropetrovske oblasti. Početkom listopada 2011. ukrajinski sud osudio ju je na sedam godina zatvora zbog malverzacija prilikom sklapanja ugovora o trgovini prirodnim plinom. Nakon odlaska s vlasti Janukoviča, Timošenko 22. veljače 2014. izlazi iz zatvora.

## Poveznice
- Jurij Lucenko, ukrajinski političar

## Vanjske poveznice
- Stranica Julije Tymošenko (engl.)
- Батькiвщина  Arhivirana inačica izvorne stranice od 27. svibnja 2010. (Wayback Machine) Blok Julije Tymošenko (ukr.) (rus.)
- Profil Julije Tymošenko u časopisu Time  Arhivirana inačica izvorne stranice od 18. rujna 2005. (Wayback Machine) (engl.)
- Ukrajinska premijerka na naslovnici Elle (19. travanj 2005., BBC) (engl.)